# Италия на летних Олимпийских играх 1912
Италия была представлена на летних Олимпийских играх 1912 года 61 спортсменом (все — мужчины), выступившими в состязаниях по 6 видам спорта. Итальянская сборная завоевала 6 медалей (3 золотых, 1 серебряную и 2 бронзовых), что вывело её на 11 место в неофициальном командном зачёте.

## Медалисты
| Медаль  | Спортсмен | Вид спорта            | Дисциплина                         |
| ------- | --- | --------------------- | ---------------------------------- |
| Золото  | Недо Нади | Фехтование            | Мужчины, шпага, личное первенство  |
| Золото  | Альберто Бралья | Спортивная гимнастика | Мужчины, личное первенство         |
| Золото  | Пьетро Бьянки Гвидо Бони Альберто Бралья Джузепе Доменикелли Карло Фрегоси Альфредо Голлини Франческо Лои Луиджи Майокко Джованни Манджанте Лоренцо Манджанте Серафино Маццароки Гвидо Романо Паоло Сальви Лучано Саворини Адольфо Тунези Джорджо Цампори Умберто Цанолини Анджело Цорци | Спортивная гимнастика | Мужчины, командное первенство      |
| Серебро | Пьетро Спечале | Фехтование            | Мужчины, рапира, личное первенство |
| Бронза  | Фернандо Альтимани | Лёгкая атлетика       | Мужчины, ходьба на 10 км           |
| Бронза  | Адольфо Тунези | Спортивная гимнастика | Мужчины, личное первенство         |